# Trohîmivka, Ivanivka
Trohîmivka (în ucraineană Трохимівка) este localitatea de reședință a comunei Trohîmivka din raionul Ivanivka, regiunea Herson, Ucraina.

## Demografie
Componența lingvistică a localității Trohîmivka
     Ucraineană (96,13%)
     Rusă (3,43%)
     Alte limbi (0,45%)
Conform recensământului din 2001, majoritatea populației localității Trohîmivka era vorbitoare de ucraineană (96,13%), existând în minoritate și vorbitori de rusă (3,43%).